# Крапля меду
«Крапля меду» («Մի կաթիլ մեղրը») — радянський телефільм 1982 року, знятий режисером Генріхом Маляном на кіностудії «Вірменфільм».

## Сюжет
Телефільм за казками О. Туманяна. Казка-притча про те, як через краплю меду може розгорітися кровопролитна війна.

## У ролях
- Ашот Адамян — головна роль
- Сірвард Абешян — головна роль
- Ліза Азізян — роль другого плану
- Давид Акопян — роль другого плану
- Сара Амбарцумян — роль другого плану
- Ваган Андреасян — роль другого плану
- Григорій Бабаян — роль другого плану
- Размік Баяндурян — роль другого плану
- Араїк Барсегян — роль другого плану
- Едгар Вірапян — роль другого плану
- Каріне Восканян — роль другого плану
- Аделіна Ванян — роль другого плану
- Ашот Єдігарян — роль другого плану
- Анаїда Мазманян — роль другого плану
- Георгій Овакімян — роль другого плану
- Вардуї Рушанян — роль другого плану
- Степан Шагінян — роль другого плану
- Азат Шеренц — Бог
- Арсен Куюмджян — роль другого плану

## Знімальна група
- Режисер — Генріх Малян
- Сценарист — Генріх Малян
- Оператор — Сергій Ісраєлян
- Композитор — Тигран Мансурян
- Художник — Едуард Харазян